# سرجة كبيرة
سرجة كبيرة  قرية سوريّة تتبع إداريّاً لمحافظة حلب منطقة الباب ناحية مركز الباب، بلغ تعداد سكانها 237 نسمة حسب التعداد السكاني لعام 2004.